# Episodi di Bonanza (prima stagione)
La prima stagione della serie televisiva Bonanza è andata in onda negli Stati Uniti dal 12 settembre 1959 al 30 aprile 1960 sulla NBC.
| nº | Titolo originale              | Prima TV USA      | Titolo italiano          | Prima TV Italia |
| -- | ----------------------------- | ----------------- | ------------------------ | --------------- |
| 1  | A Rose for Lotta              | 12 settembre 1959 | La cantante ed il cowboy | 8 ottobre 1962  |
| 2  | The Sun Mountain Herd         | 19 settembre 1959 |                          |                 |
| 3  | The Newcomers                 | 26 settembre 1959 |                          |                 |
| 4  | The Paiute War                | 3 ottobre 1959    |                          |                 |
| 5  | Enter Mark Twain              | 10 ottobre 1959   |                          |                 |
| 6  | The Julia Bulette Story       | 17 ottobre 1959   |                          |                 |
| 7  | The Saga of Annie O'Toole     | 24 ottobre 1959   |                          |                 |
| 8  | The Philip Diedesheimer Story | 31 ottobre 1959   |                          |                 |
| 9  | Mr. Henry Comstock            | 7 novembre 1959   |                          |                 |
| 10 | The Magnificent Adah          | 14 novembre 1959  |                          |                 |
| 11 | The Truckee Strip             | 21 novembre 1959  |                          |                 |
| 12 | The Hanging Posse             | 28 novembre 1959  |                          |                 |
| 13 | Vendetta                      | 5 dicembre 1959   |                          |                 |
| 14 | The Sisters                   | 12 dicembre 1959  |                          |                 |
| 15 | The Last Hunt                 | 19 dicembre 1959  |                          |                 |
| 16 | El Toro Grande                | 2 gennaio 1960    |                          |                 |
| 17 | The Outcast                   | 9 gennaio 1960    |                          |                 |
| 18 | A House Divided               | 16 gennaio 1960   |                          |                 |
| 19 | The Gunmen                    | 23 gennaio 1960   |                          |                 |
| 20 | The Fear Merchants            | 30 gennaio 1960   | Rivalità                 | 15 ottobre 1962 |
| 21 | The Spanish Grant             | 6 febbraio 1960   |                          |                 |
| 22 | Blood on the Land             | 13 febbraio 1960  |                          |                 |
| 23 | Desert Justice                | 20 febbraio 1960  |                          |                 |
| 24 | The Stranger                  | 27 febbraio 1960  |                          |                 |
| 25 | Escape to Ponderosa           | 5 marzo 1960      |                          |                 |
| 26 | The Avenger                   | 19 marzo 1960     |                          |                 |
| 27 | The Last Trophy               | 26 marzo 1960     |                          |                 |
| 28 | San Francisco                 | 2 aprile 1960     |                          |                 |
| 29 | Bitter Water                  | 9 aprile 1960     |                          |                 |
| 30 | Feet of Clay                  | 16 aprile 1960    |                          |                 |
| 31 | Dark Star                     | 23 aprile 1960    |                          |                 |
| 32 | Death at Dawn                 | 30 aprile 1960    |                          |                 |

## A Rose for Lotta
- Prima televisiva: 12 settembre 1959
- Diretto da: Edward Ludwig
- Scritto da: David Dortort

### Trama
- Guest star: Yvonne De Carlo (Lotta Crabtree), Barry Kelley (Aaron Cooper), Sammee Tong (Hop Ling), Willis Bouchey (George Garvey), Ned Glass (conducente della diligenza), Christopher Dark (Langford Poole), George Macready (Alpheus Troy)

## The Sun Mountain Herd
- Prima televisiva: 19 settembre 1959
- Diretto da: Paul Landres
- Scritto da: Gene L. Coon, David Dortort

### Trama
- Guest star: Leo Gordon (Early Thorne), Zon Murray (minatore), Robin Warga (Michael Harris), Bek Nelson (Glory), Jeanne Bates (Stella Harris), Barry Sullivan (Mark Burdette), Ron Soble (Tukwa), Harry Bartell (capo Winnemucca), Jay Hector (Harold Harris), Karl Swenson (Carl Harris)

## The Newcomers
- Prima televisiva: 26 settembre 1959
- Diretto da: Christian Nyby
- Scritto da: Thomas Thompson

### Trama
- Guest star: Inger Stevens (Emily Pennington), Charles Maxwell (Krug), Martin Mason (minatore), Diane Grey (Wyoming), Troy Melton (Merrill), John Larch (Blake McCall), Robert Knapp (John Pennington), Jon Lormer (Doc Riley), Byron Foulger (Justin Flannery), George J. Lewis (Jose Moreno)

## The Paiute War
- Prima televisiva: 3 ottobre 1959
- Diretto da: Paul Landres
- Scritto da: Gene L. Coon

### Trama
- Guest star: Jack Warden (Mike Wilson), Walter Coy (capitano Kelly), Peter Coe (maggiore Hungerford), I. Stanford Jolley (colonnello), Holly Bane (Vern Wilson), George Keymas (Ring Nose), Douglas Kennedy (William Stuart), Michael Forest (Young Wolf), Anthony Caruso (capo Winnemucca), Howard Petrie (maggiore Hornsby), Gregg Martell (Nuntah)

## Enter Mark Twain
- Prima televisiva: 10 ottobre 1959
- Diretto da: Paul Landres
- Scritto da: Harold Shumate

### Trama
- Guest star: Anne Whitfield (Rosemary Lawson), Edmon Ryan (Daniel Lash), Howard Duff (Samuel Clemens), Arthur Lovejoy (dottor Ephraim Lovejoy), Lane Bradford (capomastro di Lash), Percy Helton (Blurry Jones), Dorothy Green (Minnie Billington), John Litel (giudice Jeremy Clarence Billington), Patrick McVey (Bill Raleigh), Robert Carson (Marshal)

## The Julia Bulette Story
- Prima televisiva: 17 ottobre 1959
- Diretto da: Christian Nyby
- Scritto da: Al C. Ward

### Trama
- Guest star: Robert J. Stevenson (George Romley), Mary Munday (Gladys), Harry Seymour (suonatore piano), Rush Williams (Pete), Kay E. Kuter (Mr. Finch), Kem Dibbs (sceriffo Olins), Roy Engel (dottor Martin), Alexander Scourby (Jean Millain), Robert Williams (Tom), Jane Greer (Julia Bulette)

## The Saga of Annie O'Toole
- Prima televisiva: 24 ottobre 1959
- Diretto da: Joseph Kane
- Scritto da: Thomas Thompson

### Trama
- Guest star: Henry Lascoe (Gregory Spain), Ollie O'Toole (Simpson), Brad Morrow (Bart), John Patrick (Kevin "Himself" O'Toole), Richard Reeves (Clayton), Alan Hale, Jr. (Swede Lundberg), Ida Lupino (Annie O'Toole)

## The Philip Diedesheimer Story
- Prima televisiva: 31 ottobre 1959
- Diretto da: Joseph Kane
- Scritto da: Thomas Thompson

### Trama
- Guest star: Paul Birch (Tregallis), Howard Negley (dottor Wesley), Mala Powers (Helene Holloway), Mae Marsh (cittadina), R.G. Armstrong (Andrew Holloway), John Beal (Philip Diedesheimer), Charles Cooper (Gil Fenton)

## Mr. Henry Comstock
- Prima televisiva: 7 novembre 1959
- Diretto da: John Brahm
- Scritto da: David Dortort

### Trama
- Guest star: Charles Wagenheim (Pike), John Dierkes (Pat McLaughlin), Joanne Sages (principessa Sarah), Richard H. Cutting (Old Virginny), Abel Fernández (Lean Knife), Bruce Gordon (capo Winnemucca), Jack Mather (Heck Turner), Terence de Marney (Pat O'Riley), Jack Carson (Henry Comstock)

## The Magnificent Adah
- Prima televisiva: 14 novembre 1959
- Diretto da: Christian Nyby
- Scritto da: Donald S. Sanford

### Trama
- Guest star: Don Megowan (John C. Regan), Fay Roope (Castellan), Nancy Root (attrice che interpreta Olinska), Hal Smith (Watkyns), William Mims (Sledge), Roy Jenson (minatore), Mauritz Hugo (esercente dell'hotel), Ruth Roman (Adah Isaacs Menken)

## The Truckee Strip
- Prima televisiva: 21 novembre 1959
- Diretto da: Christian Nyby
- Scritto da: Herman Groves

### Trama
- Guest star: Adrienne Hayes (Amy Bishop), James Coburn (Pete Jessup), John Frederick (uomo), Peter Chong (Lo Chow), S. John Launer (Jason Carter), Charles Horvath (Willard Trump), Jim Hayward (uomo), Carl Benton Reid (Luther Bishop)

## The Hanging Posse
- Prima televisiva: 28 novembre 1959
- Diretto da: Christian Nyby
- Scritto da: Carey Wilber

### Trama
- Guest star: Ray Hemphill (Buck Timmons), Barbara Pepper (Lil McSween), Bob Kline (Kirk), Adam Williams (Blackie Marx), George Sawaya (membro posse), Alan Reed, Jr. (vice sceriffo Jeb Clanton), John Harmon (Sheister), Arthur Hunnicutt (Paiute Scroggs), Dick Rich (Shoeffer), Evelyn Scott (Vannie Johnson), Onslow Stevens (Flint Johnson), Ron Hagerthy (Billy Johnson)

## Vendetta
- Prima televisiva: 5 dicembre 1959
- Diretto da: Joseph Kane
- Scritto da: Robert E. Thompson

### Trama
- Guest star: Steve Rowland (Billy Morgan), Harry Carey, Jr. (fuorilegge), John Milford (Stanford), William Pullen (sceriffo Tolliver), Bill Quinn (Doc Travis), Mort Mills (Carl Morgan), Whitney Blake (Ann Stewart), Simon Scott (Tom Pryor), James Gavin (cittadino), Maurice Manson (Martin)

## The Sisters
- Prima televisiva: 12 dicembre 1959
- Diretto da: Christian Nyby
- Scritto da: Carey Wilber

### Trama
- Guest star: Bill Clark (vice sceriffo), Buddy Ebsen (sceriffo Jesse Sanders), Jean Willes (Amelia Terry), Bob Miles (vice sceriffo), Malcolm Atterbury (Ol' Dixie), John Stephenson (John Henry), Charles Meredith (arbitro del duello), Fay Spain (Sue Ellen Terry), Clarke Alexander (uomo al bar)

## The Last Hunt
- Prima televisiva: 19 dicembre 1959
- Diretto da: Christian Nyby
- Scritto da: Donald S. Sanford

### Trama
- Guest star: Steve Terrell (Jason Kyle), Raymond Bailey (Sumner Kyle), Chana Eden (Shoshoni Girl), Carlyle Mitchell (dottore), Victor Sen Yung (Hop Sing)

## El Toro Grande
- Prima televisiva: 2 gennaio 1960
- Diretto da: Christian Nyby
- Scritto da: John Tucker Battle

### Trama
- Special Guest star di episodi: Ricardo Cortez
- Guest star: Alan Roberts, Tina Menard (Floriana), Armand Alzamora (Eduardo), Don Kelly (uomo), Rodd Redwing (capo indiano), Barbara Luna (Cayetena Lasaro), Jose Gonzales-Gonzales (Valiente), Ricardo Cortez (Don Xavier), Alma Beltran (Maria Theresa), Ralph Moody (uomo), Penny Santon (Esmerelda Lopez), Duane Cress (indiano)

## The Outcast
- Prima televisiva: 9 gennaio 1960
- Diretto da: Lewis Allen
- Scritto da: Thomas Thompson

### Trama
- Guest star: Roy Engel (dottore), Edward Platt (Harvey Bufford), Robert P. Lieb (Spence), Susan Oliver (Leta Malvet), Irene Tedrow (Mrs. Bufford), Jack Lord (Clay Renton), Mark Allen (Garth), Joel Ashley (Boyd)

## A House Divided
- Prima televisiva: 16 gennaio 1960
- Diretto da: Lewis Allen
- Scritto da: Al C. Ward

### Trama
- Guest star: Kenneth R. MacDonald (sceriffo), Dan Riss (Tom), Stafford Repp (proprietario miniera), Jon Locke (Southern Miner), Howard Wendell (Mr. Hennessey), John Anderson (Gorman), Cameron Mitchell (Frederick Kyle), Mickey Simpson (Northern Miner), Marianne Stewart (Lily), Stacy Harris (Regis), Barry Cahill (Luke)

## The Gunmen
- Prima televisiva: 23 gennaio 1960
- Diretto da: Christian Nyby
- Scritto da: Carey Wilber

### Trama
- Guest star: Ann Graves (Amanda McFadden), King Donovan (Twerly Boggs), Jody Fair (Lisabelle Jones), Jonathan Gilmore (Anse Hatfield), Dorothy Neumann (Ouisey McFadden), Ellen Corby (Lorna Doone Mayberry), Bill McLean (Charlie, Kiowa Flats Bartender), George Mitchell (Jubal Hadfield), Dennis Holmes (McFadden boy), Jenny Maxwell (Clara Lou Kinsey), Henry Hull (sceriffo B. Bannerman Brown), Bill Clark (barista), Bob Miles (Man in Saloon), Douglas Spencer (Alonzo McFadden), Dorothy Crehan (Susan Hadfield)

## The Fear Merchants
- Prima televisiva: 30 gennaio 1960
- Diretto da: Lewis Allen
- Scritto da: Thomas Thompson, Frank Unger

### Trama
- Guest star: Arthur Space (Cyrus Hammond), Guy Lee (Jimmy Chang), Alexander Campbell (giudice), Gregg Barton (sceriffo Halstead), Christopher Dark (Jesse Tibbs), Philip Ahn (Mr. Chang), Patricia Michon (Sally Ridley), Frank Ferguson ("J. R." Ridley), Helen Westcott (Amanda Ridley), Ray Stricklyn (Billy Wheeler), Gene Evans (Andrew Fulmer), Peter Chong (anziano cinese)

## The Spanish Grant
- Prima televisiva: 6 febbraio 1960
- Diretto da: Christian Nyby
- Scritto da: David Dortort, Leonard Heideman

### Trama
- Guest star: Patricia Medina (Isabella Marie De La Cuesta/Rosita Morales), Stuart Randall (sceriffo Roy Coffee), Genaro Gomez (danzatore spagnolo), John Frederick (Andy Logan), Holly Bane (High Card Smith), Paul Picerni (Sanchez), Claudia Bryar (Mary Logan), Celia Lovsky (Donna Theresa Esperanza), Sebastian Cabot (Don Antonio Luga), Ned Wever (giudice Blaton), Salvador Baguez (proprietario)

## Blood on the Land
- Prima televisiva: 13 febbraio 1960
- Diretto da: Felix Feist
- Scritto da: Robert E. Thompson

### Trama
- Guest star: Everett Sloane (Jeb Drummond), Tom Reese (Burton Drummond), Glenn Holtzman (Sam), Ray Daley (Billy Drummond), Jerry Oddo (carraio), Ken Lynch (Collier)

## Desert Justice
- Prima televisiva: 20 febbraio 1960
- Diretto da: Lewis Allen
- Scritto da: Donald S. Sanford

### Trama
- Guest star: Bud Osborne (Charlie), John Wengraf (dottor Anton Strasser), Tom Greenway (vice Dan), Fintan Meyler (Andrea Strasser), Ron Hayes (Hurd Cutler), Will Wright (Micah Bailey), Wesley Lau (Dave Walker), Claude Akins (Marshal Emmett Dowd)

## The Stranger
- Prima televisiva: 27 febbraio 1960
- Diretto da: Christian Nyby
- Scritto da: Leonard Heideman

### Trama
- Guest star: Robert Foulk (sceriffo Brady), Hank Worden (addetto stazione), Elizabeth York (Alice), Arthur Shields (Dennis), Lloyd Nolan (ispettore Charles Leduque), Donald Foster (Albert Gibbons), Joan Staley (Dixie), Hal Baylor (Tom Cole), Charles Tannen (commesso), Jomarie Pettitt (Louise Gibbons)

## Escape to Ponderosa
- Prima televisiva: 5 marzo 1960
- Diretto da: Charles Haas
- Soggetto di: Bill Barrett, Malcolm Boylan

### Trama
- Guest star: James Parnell (soldato Mertz), Chris Alcaide (capitano James Bolton), Dayton Lummis (colonnello Metcalfe), Sherwood Price (caporale), Joe Maross (Jimmy Sutton), Grant Williams (tenente Paul Tyler), Gloria Talbott (Nedda)

## The Avenger
- Prima televisiva: 19 marzo 1960
- Diretto da: Christian Nyby
- Scritto da: Clair Huffaker

### Trama
- Guest star: Bill Catching (Hoag), Eugène Martin (Jimmy), Dan White (Zeke Jackson), Harry Swoger (Bert), Vic Morrow (Lassiter), Ian Wolfe (Ed Baxter), Robert Brubaker (Layabout), Jean Allison (Sally Byrnes), Richard Devon (Cy Hawkins), Nestor Paiva (Barney Thornton), Robert Griffin (sceriffo Hansen), James Anderson (Fred), Bern Bassey (Giles)

## The Last Trophy
- Prima televisiva: 26 marzo 1960
- Diretto da: Lewis Allen
- Scritto da: Bill S. Ballinger

### Trama
- Guest star: Edward Ashley (Lord Marion Dunsford), Naomi Stevens (Touma), Don Hix (Kavanaugh), Jimmy Carter (nipote di Kavanaugh), Bert Freed (Simon Belcher), Ken Mayer (Whitey), Hazel Court (Lady Beatrice Dunsford)

## San Francisco
- Prima televisiva: 2 aprile 1960
- Diretto da: Arthur Lubin
- Scritto da: Thomas Thompson

### Trama
- Guest star: Mike Ross (grosso scagnozzo), O. Z. Whitehead (Hamp), Robert Nichols (Johnny), Murvyn Vye (Cut-Rate Joe), James Hong (cugino di Hop Sing), Kathleen Crowley (Kathleen/Quick-Buck Katie), Herb Vigran (barista), David White (Alexander Pendleton/Shanghai Pete), Richard Deacon (capitano Shark), Don Rhodes (scagnozzo minuto), Stephen Roberts (sergente di polizia), Tor Johnson (Busthead Brannigan)

## Bitter Water
- Prima televisiva: 9 aprile 1960
- Diretto da: George Blair
- Scritto da: Harold Jack Bloom

### Trama
- Guest star: Merry Anders (Virginia Keith), Lynn Noe (ragazza nel saloon), Clarke Alexander (Jamison), Frank Watkins (Roy Wilkins), Robert F. Simon (Len Keith), Don Dubbins (Todd McCarren), Rhys Williams (Andy McCarren), Kenneth Becker (Tucker), Forrest Taylor (Cosmo)

## Feet of Clay
- Prima televisiva: 16 aprile 1960
- Diretto da: Arthur Lubin
- Scritto da: John Furia

### Trama
- Guest star: Logan Field (Vance Allen), David Ladd (Billy Allen), Bob Tetrick (Pike), Bob Miles (conducente della diligenza), John Eldredge (Mr. Sherman)

## Dark Star
- Prima televisiva: 23 aprile 1960
- Diretto da: Lewis Allen
- Scritto da: Anthony Lawrence

### Trama
- Guest star: Lili Valenty (Bruja), Hugo Haas (Zirko), Grandon Rhodes (dottore), Argentina Brunetti (aiutante di Bruja), Susan Harrison (Tirza), Arthur Batanides (Spiro)

## Death at Dawn
- Prima televisiva: 30 aprile 1960
- Diretto da: Charles Haas
- Scritto da: Laurence E. Mascott

### Trama
- Guest star: Bill Edwards (Mr. Cameron), Anthony Jochim (boia), Ric Marlow (bandito), Hugh Sanders (dottor Brahm), Paul Carr (McNeil), Gregory Walcott (coltivatore Perkins), Peter Leeds (Norton), Jess Kirkpatrick (Kelly), Morgan Woodward (sceriffo Biggs), Wendell Holmes (giudice Scribner), Robert Middleton (Sam Bryant), Nancy Deale (Beth Cameron)